# Dangé-Saint-Romain

Dangé-Saint-Romain este o comună în departamentul Vienne, Franța. În 2009 avea o populație de 3,144 de locuitori.